# علي كعب (الهايي)
علي كعب (بالفارسية: شهرک شهیدعلی چعب) هي قرية وتقع في إيران في قسم الهايي الريفي. يقدر عدد سكانها بـ 103 نسمة .